# Dinkinesh (planetka)
(152830) Dinkinesh je planetka v hlavním pásu s předběžným označením 1999 VD57. Planetka byla dodatečně vybrána jako cíl pro sondu Lucy, jejímž hlavním úkolem je zkoumání jiných planetek – Jupiterových trojánů.

## Charakteristika
Dinkinesh je malá planetka o průměru asi 790 m. Obíhá kolem Slunce v hlavním pásu planetek mezi Marsem a Jupiterem ve střední vzdálenosti 2,191 au (327,7 miliónu km). Oběh planetky kolem Slunce trvá tři a čtvrt roku. Planetka byla objevena 4. října 1999 v rámci projektu LINEAR (Lincoln Near-Earth Asteroid Research) v Novém Mexiku v USA.
Dinkinesh je etiopské jméno pro fosilii Lucy, po níž je pojmenována sonda Lucy. Jméno v amharštině znamená „jsi úžasná“.

### Průzkum sondou Lucy
V listopadu 2023 proletěla kolem planetky americká sonda Lucy planetce ve vzdálenosti 425 km. Z prvních snímků bylo patrné, že planetka má svůj měsíc o průměru asi 220 m, a jde tedy o binární planetku (podobně jako např. Ida nebo Didymos). Z později přijatých snímků se zjistilo, že sám měsíček je složen ze dvou částí, které se však dotýkají – jde tedy o tzv. kontaktní binární těleso.
Dinkinesh byla prvním a nejmenším plánovaným cílem pro tuto sondu a stala se nejmenší planetkou hlavního pásu, kterou dosud navštívila kosmická sonda.

## Další fotografie

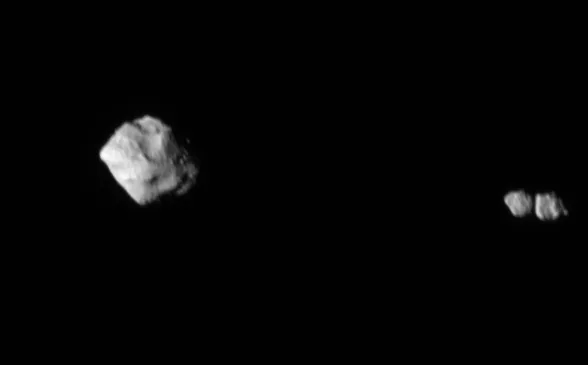
Planetka s dvojitým měsíčkem
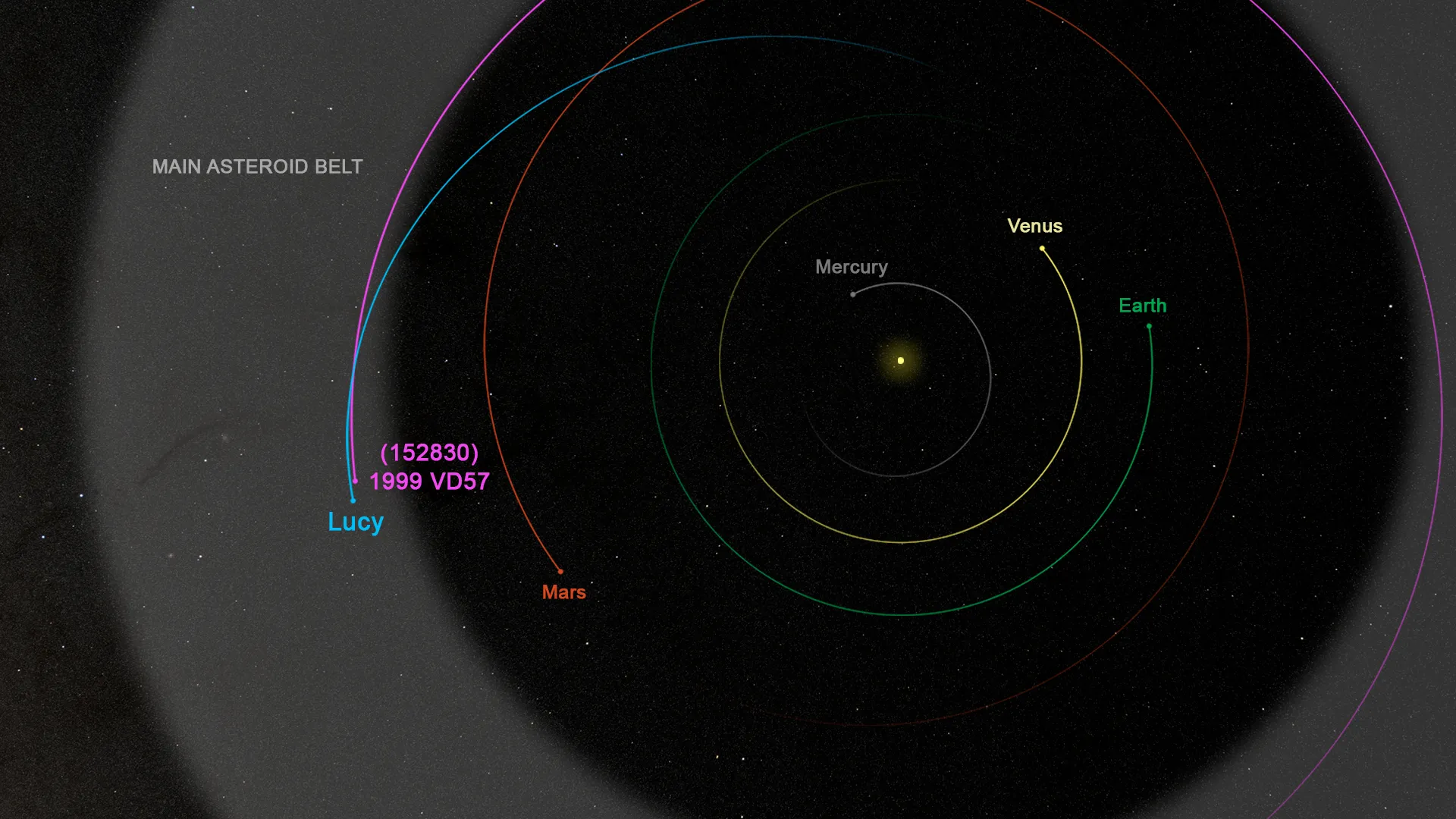
Schéma letu sondy Lucy k planetce
Série snímků oběhu měsíčku